# Aceraius sipolae
Aceraius sipolae es una especie de coleóptero de la familia Passalidae.

## Distribución geográfica
Habita en Sumatra (Indonesia).